# Wargnies-le-Petit

Wargnies-le-Petit este o comună în departamentul Nord, Franța. În 1 ianuarie 2022 avea o populație de 774 de locuitori.